# Redman
Reginald Noble (sinh ngày 17 tháng 4 năm 1970), được biết đến nhiều hơn với nghệ danh Redman, là một rapper người Mỹ. Anh đã từng hợp tác với rất nhiều nghệ sĩ khác như Snoop Dogg hay Eminem. Anh đã phát hành 8 album phòng thu (bắt đầu sự nghiệp năm 1990).

## Danh sách đĩa nhạc
Album phòng thu
- 1992: Whut? Thee Album
- 1994: Dare Iz a Darkside
- 1996: Muddy Waters
- 1998: Doc's da Name 2000
- 2001: Malpractice
- 2007: Red Gone Wild: Thee Album
- 2010: Reggie
- 2013: Muddy Waters II: Even Muddier

Album tổng hợp
- 1998: El Niño (với Def Squad)
- 1999: Blackout! (với Method Man)
- 2009: Blackout! 2 (với Method Man)
- 2013: Blackout! 3 (với Method Man)[1]